# 齊格弗里德·馮·費希特旺根

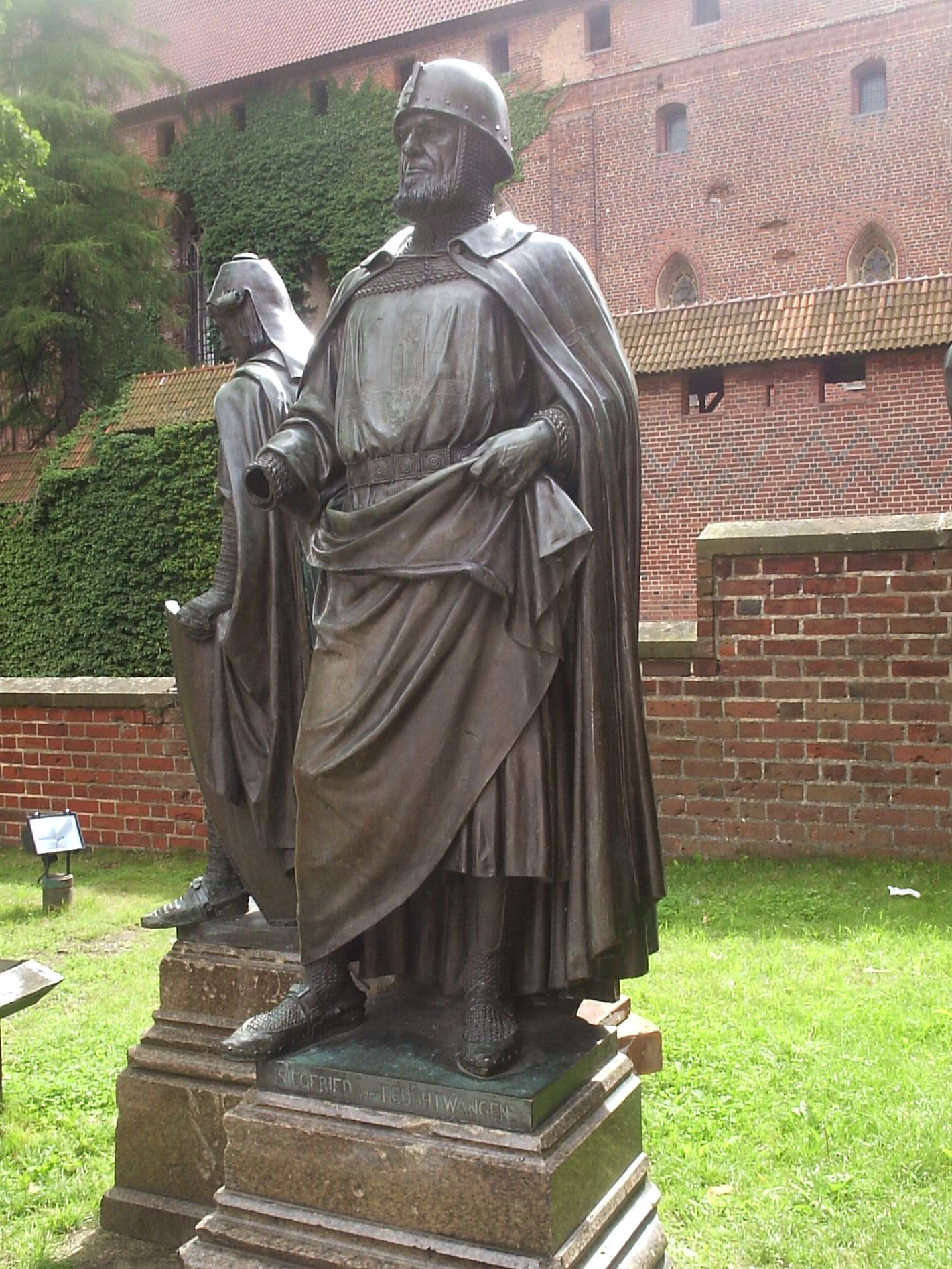
馬爾堡內的費希特旺根塑像

齊格弗里德·馮·費希特旺根（德語：Siegfried von Feuchtwangen，？—1311年）是第15任條頓騎士團大團長，任職於1303年至1311年。
馮·費希特旺根出生於巴伐利亞中弗蘭肯行政區的費希特旺根，是早期大師康拉德·馮·費希特旺根的親戚。他在他的前任戈特弗里德·馮·霍恩洛厄退位後上任。戈特弗里德·馮·霍恩洛厄的統治以騎士團內部的衝突為標誌，但也以重要的變化為標誌。
在馮·費希特旺根的領導下，騎士團於1308年佔領了但澤，並通過《索爾丁條約》控制了波美瑞利亞，從而成為波蘭最強大的敵人。
由於教皇解散了聖殿騎士團，他將聖殿騎士團的總部從他的前任所在的威尼斯搬到了神聖羅馬帝國以外的波美尼亞的馬爾堡城堡。